# クローノン
クローノン(chronon)は、時間が連続していないという仮説の一部として提案されている、離散的かつ分割不可能な時間の単位である時間の量子である。

## 初期の研究
時間は標準量子力学と一般相対性理論の両方において連続的な量として扱われている。しかし、多くの物理学者が、特に量子力学と一般相対性理論を組み合わせた量子重力理論を考えるとき、離散的な時間モデルが働くかもしれないと示唆している。クローノンという言葉は、1927年にロバート・レヴィ(Robert Lévi)によってこの意味で導入された。時間が離散スペクトルを持つ量子変数であり、それにもかかわらず特殊相対性理論と一致する量子論は、1947年に楊振寧によって提案された。ヘンリー・マージナウは1950年に、クローノンとは光が古典電子半径を移動するのに要する時間であるかもしれないと示唆した。

## カルディローラの研究
1980年に著名なモデルがピエロ・カルディローラによって導入された。カルディローラのモデルでは、電子のクローノンは約6.27×10−24秒である。これはプランク時間（約5.39×10−44秒）よりもかなり長い。
プランク時間は、2つの関連のある事象の間に存在する可能性のある時間の長さの理論上の下限であるが、これは時間自体の量子化ではない。2つの事象の間の時間が離散的な数のプランク時間によって分割される必要はないためである。例えば、事象（A、B）と（B、C）の順序付けられたペアは、それぞれ1プランク時間よりわずかに離れていてもよい。これは、AとBまたはBとCとの間の1つのプランク時間の測定限界を生成する。プランク時間は時間自体の普遍的な量子化であるのに対して、クローノンは世界線に沿った系における進化の量子化である。したがって、クローノンの値は、量子力学における他の量子化された観測値と同様に、検討中の系、特にその境界条件の関数である。クローノンの値θ0は、以下のように計算される。
{\displaystyle \theta _{0}={\frac {1}{6\pi \epsilon _{0}}}{\frac {e^{2}}{m_{0}c^{3}}}\ }
この式から、クローノンの値は粒子の電荷と質量に依存するので、考えられる移動粒子の性質を特定しなければならないことが分かる。
カルディローラは、クローノンは、量子力学にとって重要な意味を持ち、特に、自由落下する荷電粒子が放射を放出するか放出しないかという問題に対する明確な答えを可能にすると主張している。